# Лаодика VII Тея
Лаодика VII Тея Филадельф (греч. Λαοδίκη ἡ Θεά καὶ Φιλάδελφος; родилась после 122 года до н. э.) — сирийская принцесса, царица Коммагены.

## Биография

### Происхождение
Являлась дочерью царя Сирии Антиоха VIII Грипа и Клеопатры VI, дочери египетского царя Птолемея VIII.

### Замужество
Брак Лаодики с наследником коммагенского правителя Сама Митридатом I Калинником был частью мирного договора между их родителями. Лаодика родила своему супругу сына Антиоха I Теоса Коммагенского, который стал будущим правителем страны.

### Управление страной
Около 90 года до н. э. в страну вторглись парфяне, и Лаодика обратилась за помощью к своему троюродному брату Антиоху X, управлявшему в тот момент Келисирией и Финикией. Во главе войска он прибыл в Коммагену, но был убит во время сражения с агрессорами.